# Arno Kamminga
Arno Kamminga (* 22. Oktober 1995 in Katwijk) ist ein niederländischer Schwimmer. Er gewann bis 2024 bei Olympischen Spielen zwei Silbermedaillen, bei Weltmeisterschaften dreimal Silber und einmal Bronze sowie bei Europameisterschaften eine Goldmedaille und drei Silbermedaillen. Auf der Kurzbahn siegte er sowohl bei Welt- als auch bei Europameisterschaften mit der 4-mal-50-Meter-Mixed-Lagenstaffel.

## Sportliche Karriere

### Die Jahre bis 2020
Kamminga ist ein Spezialist im Brustschwimmen. Seine ersten niederländischen Meistertitel gewann er 2016 auf der 25-Meter-Bahn. 2017 bei den Weltmeisterschaften in Budapest erreichte er sowohl über 100 Meter als auch über 200 Meter Brust das Semifinale. Ende 2017 bei den Kurzbahneuropameisterschaften in Kopenhagen wurde er Vierter über 200 Meter Brust und Sechster über 100 Meter Brust. Die 4-mal-50-Meter-Mixed-Lagenstaffel mit Kira Toussaint, Arno Kamminga, Joeri Verlinden und Ranomi Kromowidjojo gewann den Titel mit 0,03 Sekunden vor dem belarussischen Quartett und 0,04 Sekunden vor der drittplatzierten Staffel aus Frankreich. Tamara Vliet und Timon Evenhuis erhielten für ihren Vorlaufeinsatz ebenfalls eine Goldmedaille.
Im Jahr darauf bei den Europameisterschaften in Glasgow belegte Kamminga über 100 Meter Brust, 200 Meter Brust und mit der Lagenstaffel der Männer jeweils den siebten Platz. Die Mixed-Lagenstaffel mit Kira Toussaint, Arno Kamminga, Joeri Verlinden und Ranomi Kromowidjojo belegte den vierten Platz hinter den Staffeln aus dem Vereinigten Königreich, Russland und Italien. Ende 2018 fanden in Hangzhou die Kurzbahnweltmeisterschaften 2018 statt. Kamminga wurde Siebter über 100 Meter Brust und über 200 Meter Brust.
2019 bei den Weltmeisterschaften in Gwangju schied Kamminga über 100 Meter Brust und über 200 Meter Brust im Halbfinale aus. Die Mixed-Lagenstaffel erreichte das A-Finale mit der siebtschnellsten Vorlaufzeit, wurde aber im Endlauf disqualifiziert. Ende 2019 fanden in Glasgow die Kurzbahneuropameisterschaften 2019 statt. Kamminga wurde Dritter über 50 Meter Brust und siegte sowohl über 100 Meter Brust als auch über 200 Meter Brust. Die Mixed-Lagenstaffel mit Kira Toussaint, Arno Kamminga, Joeri Verlinden und Femke Heemskerk gewann die Silbermedaille hinter dem russischen Quartett. Jesse Puts erhielt für seinen Vorlaufeinsatz ebenfalls eine Silbermedaille.

### Das Olympiajahr 2021
2020 fanden wegen der COVID-19-Pandemie keine internationalen Meisterschaften statt. Im Mai 2021 wurden die eigentlich für 2020 geplanten Europameisterschaften in Budapest ausgetragen. Über 100 Meter Brust wurde Kamminga mit 0,44 Sekunden Rückstand Zweiter hinter dem Briten Adam Peaty und hatte seinerseits 0,48 Sekunden Vorsprung auf den zweiten Briten James Wilby. Über 200 Meter Brust siegte der Russe Anton Tschupkow mit 0,36 Sekunden vor Kamminga, der Schwede Erik Persson gewann Bronze mit 0,31 Sekunden Rückstand auf Kamminga. Über 50 Meter Brust wurde Kamminga Fünfter. Eine dritte Silbermedaille erhielt Kamminga in der Mixed-Lagenstaffel. Nachdem sich Kromowidjojo, Kamminga, Nyls Korstanje und Femke Heemskerk mit der viertbesten Vorlaufzeit qualifiziert hatten, schwammen im Finale Toussaint, Kamminga, Korstanje und Heemskerk auf den zweiten Platz hinter den Briten. Zwei Monate später fanden die ebenfalls verschobenen Olympischen Spiele in Tokio statt. Über 100 Meter Brust siegte Adam Peaty mit 0,63 Sekunden Vorsprung vor Arno Kamminga, der seinerseits 0,33 Sekunden vor dem Italiener Nicolò Martinenghi anschlug. Über 200 Meter Brust siegte der Australier Zac Stubblety-Cook mit ebenfalls 0,63 Sekunden Vorsprung vor Kamminga. Der Finne Matti Mattsson hatte als Dritter 0,12 Sekunden Rückstand auf den Niederländer, Tschupkow erreichte 0,11 Sekunden nach dem Finnen das Ziel. Im Wettbewerb der 4-mal-100-Meter-Mixed-Lagenstaffel erreichten Toussaint, Kamminga, Korstanje und Kromowidjojo das Finale mit der sechstschnellsten Vorlaufzeit. Im Endlauf waren Toussaint, Kamminga, Korstanje und Heemskerk zwei Sekunden schneller als die Vorlaufstaffel und wurden Sechste. Im November 2021 wurden in Kasan die Kurzbahneuropameisterschaften 2021 ausgetragen. Die Lagenstaffel der Männer mit Stan Pijnenburg, Arno Kamminga, Jesse Puts und Thom de Boer gewann die Bronzemedaille hinter Italien und Russland. Über 100 Meter Brust wurde Kamminga ebenfalls Dritter. Es siegte Nicolò Martinenghi vor dem Belarussen Ilja Schymanowitsch. Über 200 Meter Brust gewann der Belarusse vor Kamminga. Die 4-mal-50-Meter-Mixed-Lagenstaffel mit Toussaint, Kamminga, Maaike de Waard und Thom de Boer siegte in neuer Weltrekordzeit von 1:36,18 Minuten. Anderthalb Monate später fanden in Abu Dhabi die Kurzbahnweltmeisterschaften 2021 statt. Kamminga wurde Vierter über 100 Meter Brust mit 0,19 Sekunden Rückstand auf den drittplatzierten Nic Fink aus den Vereinigten Staaten. Über 200 Meter Brust siegte Nic Fink mit 0,14 Sekunden Vorsprung vor Kamminga. Über 50 Meter Brust belegte Kamminga genauso den sechsten Platz wie mit der 4-mal-100-Meter-Lagenstaffel. Die 4-mal-50-Meter-Mixed-Lagenstaffel mit Tessa Giele, Arno Kamminga, Nyls Korstanje und Kim Busch erreichte das Finale mit der drittschnellsten Vorlaufzeit. Im Endlauf waren Toussaint, Kamminga, Kromowidjojo und Thom de Boer über zwei Sekunden schneller als die Vorlaufstaffel, blieben aber 0,02 Sekunden über dem Weltrekord vom November.

### Die Jahre seit 2022
Im Juni 2022 bei den Weltmeisterschaften in Budapest wurde Kamminga Zweiter über 100 Meter Brust. 0,36 Sekunden vor ihm siegte Nicolò Martinenghi, Dritter wurde Nic Fink mit 0,03 Sekunden Rückstand auf Kamminga. Über 200 Meter Brust schied Kamminga im Halbfinale aus. In der 4-mal-100-Meter-Mixed-Lagenstaffel siegte das Quartett aus den Vereinigten Staaten vor dem aus Australien. Kira Toussaint, Arno Kamminga, Nyls Korstanje und Marrit Steenbergen erhielten die Bronzemedaille knapp vor den Briten und den Italienern. Im August wurden in Rom die Europameisterschaften ausgetragen. Über 100 Meter Brust wurde Kamminga Siebter. In der Mixed-Lagenstaffel siegten Toussaint, Kamminga, Korstanje und Steenbergen mit fast zwei Sekunden Vorsprung vor den Italienern.
2023 gewann Kamminga im Juni auf der 50-Meter-Bahn die niederländischen Meistertitel auf allen drei Brustdistanzen. Einen Monat später bei den Weltmeisterschaften in Fukuoka siegte über 100 Meter Brust der Chinese Qin Haiyang. 1,03 Sekunden dahinter schlugen Nicolò Martinenghi, Arno Kamminga und Nic Fink zeitgleich an und so wurden bei der Siegerehrung drei Silbermedaillen vergeben. Über 200 Meter Brust schied Kamminga im Semifinale aus. In der 4-mal-100-Meter-Mixed-Lagenstaffel schwammen Maaike de Waard, Arno Kamminga, Nyls Korstanje und Marrit Steenbergen die drittschnellste Vorlaufzeit. Im Finale blieb das Quartett aus den Niederlanden zwar die schnellste europäische Staffel, belegte aber nur den vierten Platz hinter China, Australien und den Vereinigten Staaten.
Ende 2023 bei den Kurzbahneuropameisterschaften in Otopeni siegte Kamminga über 100 Meter Brust mit 0,05 Sekunden Vorsprung vor Nicolò Martinenghi. Über 200 Meter Rücken wurde er Dritter hinter seinem Landsmann Caspar Corbeau und dem Isländer Anton McKee. Zum Abschluss der Wettbewerbe erkämpften Kira Toussaint, Caspar Corbeau, Tessa Giele und Kenzo Simons den dritten Platz in der 4-mal-50-Meter-Mixed-Lagenstaffel hinter Italien und Frankreich. Arno Kamminga, Sean Niewold und Valerie van Roon erhielten eine Medaille für ihren Vorlaufeinsatz.
Im Februar 2024 bei den Weltmeisterschaften in Doha wurde Kamminga Fünfter über 100 Meter Brust und Siebter über 200 Meter Brust. Im Finale der 4-mal-100-Meter-Lagenstaffel gewann das Quartett aus den Vereinigten Staaten mit 1,43 Sekunden Vorsprung vor Kai van Westering, Arno Kamminga, Nyls Korstanje und Stan Pijnenburg. Caspar Corbeau erhielt Silber für seinen Einsatz im Vorlauf. Fünf Monate später bei den Olympischen Spielen in Paris belegte Kamminga den sechsten Platz über 100 Meter Brust. Über 200 Meter Brust trat er zum Halbfinale nicht an.